# هيلين كارنيل
هيلين كارنيل (بالإنجليزية: Helen Pearson)‏ هي محرِّرة وصحفية ومقدمة تلفزيونية بريطانية، ولدت في 8 فبراير 1981 في كورنوال في المملكة المتحدة.